# Margaretha van Savoye (1382-1464)

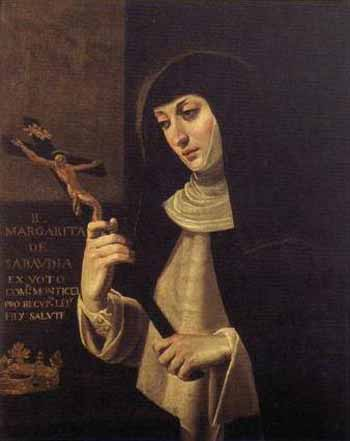
Margaretha van Savoye.

Margaretha van Savoye (Pinerolo, 21 juni 1382 – Alba, 23 november 1464) was van 1403 tot 1418 markgravin-gemalin van Monferrato. Daarna werd zij dominicanessenzuster. Door de Rooms-Katholieke Kerk wordt ze vereerd als zalige. Ze behoorde tot het huis Savoye.

## Levensloop
Margaretha was de oudste dochter van heer Amadeus van Piëmont en diens echtgenote Catharina, dochter van graaf Amadeus III van Savoye. In 1403 werd ze de derde echtgenote van markgraaf Theodoor II van Monferrato (1364-1418), die wezenlijk ouder was dan zij en stamde uit de Byzantijnse dynastie der Paleologen. Het huwelijk bleef kinderloos. Als markgravin van Monferrato zette Margaretha zich in voor de beëindiging van het Westers Schisma.
Margaretha was onder de indruk van de preken van de Catalaanse missionaris en dominicaan Vicent Ferrer en werd hierdoor steeds vromer. Na de dood van haar echtgenoot in 1418 liet ze de regeringszaken over aan haar stiefzoon Johan Jacobus en trok ze zich terug in het kasteel van Alba in Piëmont. Margaretha weigerde een huwelijksaanzoek van Filippo Maria Visconti, de hertog van Milaan, en om te vermijden dat ze een tweede huwelijk moest aangaan, stichtte ze in 1420 met enkele adellijke dames in haar gevolg een gemeenschap van de Derde Orde van de heilige Dominicus. In 1445 bouwde Margaretha dit om tot een klooster en werd ze zuster in de Tweede Orde van Dominicus. Tot aan haar dood in 1464 fungeerde ze als abdis van dit klooster.
Na haar dood werd het lichaam van Margaretha bijgezet in een eenvoudig graf, maar in 1481 kreeg ze een veel indrukwekkender graf in haar klooster. Op 8 oktober 1669 werd Margaretha van Savoye zalig verklaard door paus Clemens IX. In de Rooms-Katholieke Kerk valt haar naamdag op 23 november, in de Orde der Dominicanen daarentegen op 25 november.